# Corbevax
Corbevax O BioE COVID-19 es una vacuna candidata contra la COVID-19 desarrollado por la empresa biofarmacéutica india Biological E. Limited (BioE), la Escuela de Medicina de Baylor en Houston, Estados Unidos, y Dynavax Technologies. Se trata de una vacuna de subunidad proteica.

## Investigación clínica

### Ensayos de fase I y II
En el ensayo clínico de fase I se evaluó la seguridad e inmunogenicidad de la vacuna candidata en unos 360 participantes. La fase II concluyó en abril de 2021.

### Ensayos de fase III
En abril de 2021, el Controlador General de Medicamentos de la India permitió que la vacuna candidata comenzara los ensayos clínicos de fase III. Se seleccionará a un total de 1268 participantes sanos de entre 18 y 80 años en 15 centros de la India para el ensayo y se pretende que forme parte de un estudio global de fase III más amplio.

## Fabricación y Órdenes
En abril de 2021, la Corporación Internacional de Financiación del Desarrollo (DFC) de EE. UU. anunció que financiaría la ampliación de las capacidades de fabricación de BioE, para que pudiera producir al menos mil millones de dosis a finales de 2022.
El 3 de junio, el Ministerio de Salud y Bienestar Familiar de la India preordenó 300 millones de dosis de Corbevax